# A+Eネットワークス
A＋Eネットワークス（A＋E Networks）は、アメリカの放送局。ハースト・コミュニケーションズとウォルト・ディズニー・カンパニーの主要部門ディズニー・エンターテインメントによる合弁会社である。同社は、同名のA&E、History、Lifetime、FYI、およびそれらに関連する姉妹チャンネルを含む、ノンフィクションおよびエンターテイメントベースのテレビブランドをいくつか所有しており、海外支社の出資またはライセンス供与を行っている。日本では、エーアンドーイーネットワークスジャパン合同会社がヒストリーチャンネルを運営。2000年から全国のケーブルテレビ局やスカパー！で視聴することができる。日本におけるクライム&インベスティゲーション・ネットワークの番組は、TV放送の他、動画配信サービスに提供され視聴することができる。また、その他、犯罪や未解決事件の捜査を切り口にした番組を揃えた『クライム&インベスティゲーション』（Crime+Investigation、通称シーアイ（C+I））と女性のためのブランド『ライフタイム』（Lifetime）の番組が動画プラットフォームを通じて配信されている。

## 運営チャンネル
- A&E
- クライム&インベスティゲーション・ネットワーク
- FYI（旧バイオグラフィ・チャンネル、バイオ）
- ヒストリー（旧ヒストリー・チャンネル）
- ミリタリー・ヒストリー
- ライフタイム
- LMN
- ヴァイスランド